# Love (пісня Інни)
«Love» (укр. «Кохання») — сингл румунської співачки Інни з альбому «Hot». Випущений 22 липня 2009 лейблами «Roton» та «Ultra».

## Список форматів і композицій
Американський Digital Single
(Випущено: 1 грудня 2009)
1. «Love» (Play & Win Radio Edit) — 3:39
2. «Love» (Club Version) — 5:01
3. «Love» (Dandeej Remix) — 5:14
4. «Love» (DJ Andi Remix) — 5:41

## Історія релізу
| Регіон          | Дата          | Формат  | Лейбл         |
| --------------- | ------------- | ------- | ------------- |
| Румунія         | 22 липня 2009 | Digital | Roton Records |
| США             | 1 грудня 2009 | Digital | Ultra Records |
| Велика Британія | 3 липня 2011  | Digital | AATW          |